# ス・テ・キの扉
『ス・テ・キの扉』（ス テ キのとびら）は、2007年10月6日から2008年9月27日まで、朝日放送（ABCテレビ）で放送された関西ローカルの情報番組である。ハイビジョン制作・字幕放送。放送時間は、毎週土曜16:55 - 17:25（JST、2007年11月24日放送分までは17:00 - 17:30）。

## 番組概要
40代後半以降の主婦をターゲットとした「シニア世代」向けの情報番組として放送された。
番組は、ファッション、健康、旅行、買い物など様々な分野のお薦め情報を紹介する「きょうの特集」、シニア世代向けの美食料理を提供する店を取り上げる「ごちそうの扉」、大手コミュニティサイト「STAGE」の協力でシニア向け商品やその商品に関するエピソードを放送する「ス・テ・キ開発モノ語り」の3つのコーナーで構成された。
通常の放送は、前半に「きょうの特集」を放送し、後半は「ごちそうの扉」「ス・テ・キ開発モノ語り」の両方かどちらか1つを放送する番組構成となっていたが、不定期に1コーナーのみのスペシャル版（放送時間は同じ）が放送された。

## 出演者
- 三代澤康司（ABCアナウンサー　総合司会）
- 未知やすえ
- 藤吉久美子
- 道上洋三（ABCエグゼクティブ・アナウンサー、ABC常勤顧問　コメンテーター）
- 橋本のりこ（ナレーター）

## スタッフ
- 企画：勝山倫也（ABC）
- 構成：上室尚子
- ブレーン：安川純子
- リサーチ：光野藍子
- 撮影：水谷奨・岡田秀徳・西川真（CAMIX）
- 照明：澤井浩（東通ライティング）
- 音声：虎城正仁（東通）
- 編集：塩川剛（東通AVセンター）
- 整音：右見嘉英（東通AVセンター）
- 音響効果：金澤佑加子（東通AVセンター）
- 美術：山崎博
- 大道具：つむら工芸
- 生花：FDA指定校 フローラ・アミ
- タイトル：シュプール
- CG：松井貴巳津
- メイク：塚越めぐみ
- スタイリスト：三好布欣子
- 番宣：多田香奈子（ABC）
- HP：黒川幸子（ABC）
- AD：阪本圭・円丁裕一郎（JAWS）
- AP：緒方和幸（JAWS）
- ディレクター：高田真吾・西岡孝之・金津巧・高岸丈朗・堀弘明（JAWS）
- 総合演出：石田ひろき（JAWS）
- プロデューサー：尾島憲（ABC）、阿部淳（JAWS）
- 協力：ベストブライダル、シニアコミュニケーションズ、関西ロケーションサービス、SONE KOGEI、LXVE
- 制作：ABC、JAWS

## 休止
- 2007年12月29日：『芸能人格付けチェック これぞ真の一流品だ! 2007お正月スペシャル』再放送（15:30 - 17:55）のため。
- 2008年8月9日：『第90回全国高等学校野球選手権記念大会中継』のため。

| ABCテレビ 土曜日17:00 - 17:25                     | ABCテレビ 土曜日17:00 - 17:25                                                | ABCテレビ 土曜日17:00 - 17:25         |
| 前番組                                            | 番組名                                                                       | 次番組                                |
| ------------------------------------------------- | ---------------------------------------------------------------------------- | ------------------------------------- |
| ザ・クイズマンショー - テレビ朝日制作、遅れネット | ス・テ・キの扉 （2007.10.6 - 2008.9.27） - この期間のみABC制作のローカル番組 | 賢コツ!! - テレビ朝日制作、遅れネット |
| ABCテレビ 土曜日16:55 - 17:00                     |                                                                              |                                       |
| よろしく6ch （番宣番組）                          | ス・テ・キの扉                                                               | 賢コツ!!                              |